# Flora (fresco)
Flora, también conocida con el nombre de Primavera, es un fresco de Villa Arianna, encontrado durante las excavaciones arqueológicas de la antigua ciudad de Estabia, actual Castellammare di Stabia y conservado en el Museo Arqueológico Nacional de Nápoles: es la más importante y famosa obra encontrada en esa antigua ciudad romana. 

## Historia y descripción
El fresco se remonta a la primera mitad del siglo I, en plena época imperial, cuando se utilizaba el tercer estilo pompeyano, con vagas reminiscencias helenísticas,  y fue pintado en un cubículo de Villa Arianna, junto con otras tres figuras femeninas, Leda, Medea y Diana, cada una colocada en paneles en la zona central de las paredes: las figuras femeninas, por tanto, en su aspecto mitológico, eran el hilo conductor de la sala.  La elección del autor para pintar este tema no está clara: según algunas hipótesis podría deberse a que los propietarios de la villa estaban relacionados con los sabinos, que consideraban a Flora una de las divinidades más importantes, o porque la familia se preocupaba por las cosechas de cereales, de las que la diosa era protectora, o simplemente por puro gusto del autor; sin embargo, según algunos estudiosos, además de Flora, la figura femenina podría representar una ninfa o a Proserpina justo antes de su rapto. 
El fresco fue encontrado en 1759 durante las excavaciones de la villa por parte de Karl Jakob Weber  y fue retirado para pasar a formar parte de la colección borbónica: el cubículo fue posteriormente enterrado y sólo más recientemente nuevas excavaciones afectaron la zona. Debido a su encanto, la Flora de Estabia es muy popular desde el siglo XX, siendo abundantemente reproducida en la portada de muchas publicaciones científicas y populares sobre el arte y cultura romanas, así como en diferentes contextos: en 1947 fue utilizada como tema publicitario por una fábrica de perfumes parisina;  en 1998, fue reproducida en sellos franceses: sin embargo, al tratarse de una serie postal sobre el patrimonio de la Unesco, se trata de un error bastante grave, ya que el sitio arqueológico de Estabia no está incluido en el patrimonio mundial a diferencia de los vecinos de Pompeya, Herculano y Oplontis. 
La figura femenina, pintada sobre un fondo verde agua, aparece de espaldas, descalza y viste un quitón amarillo con un fino manto azul celeste, movidos por una ligera brisa, que deja su hombro desnudo, y su cabeza se adorna con una diadema y el antebrazo derecho con un brazalete;  en su movimiento hacia lo desconocido, recoge florecillas blancas de un arbusto que luego reposa en un cálato.  Toda la imagen parece carecer de dimensión espacial y el único elemento característico es el suelo sobre el que camina la mujer, solo indicado por una franja blanca. 